# Азиньял (Каштру-Марин)
Азиньял (порт. Azinhal) — район (фрегезия) в Португалии, входит в округ Фару. Является составной частью муниципалитета Каштру-Марин. По старому административному делению входил в провинцию Алгарве (регион). Входит в экономико-статистический субрегион Алгарве, который входит в Алгарве. Население составляет 692 человека на 2001 год. Занимает площадь 67,96 км².